# فلاديمير ياكوفليف
فلاديمير ياكوفليف (بالروسية: Яковлев, Владимир Николаевич)‏ هو مدرس روسي، ولد في 17 أغسطس 1954 في تفير في روسيا.